# Удлинённая пятискатная прямая куполоротонда
Удлинённая пятиска́тная пряма́я куполорото́нда — один из многогранников Джонсона (J40, по Залгаллеру — М6+П10+М9).
Составлена из 37 граней: 15 правильных треугольников, 15 квадратов и 7 правильных пятиугольников. Среди пятиугольных граней 1 окружена пятью квадратными, 5 — квадратной и четырьмя треугольными, 1 — пятью треугольными; среди квадратных граней 5 окружены пятиугольной, двумя квадратными и треугольной, 5 — пятиугольной, квадратной и двумя треугольными, остальные 5 — тремя квадратными и треугольной; среди треугольных граней 5 окружены тремя пятиугольными, 5 — двумя пятиугольными и квадратной, остальные 5 — тремя квадратными.
Имеет 70 рёбер одинаковой длины. 10 рёбер располагаются между пятиугольной и квадратной гранями, 25 рёбер — между пятиугольной и треугольной, 15 рёбер — между двумя квадратными, остальные 20 — между квадратной и треугольной.
У удлинённой пятискатной прямой куполоротонды 35 вершин. В 10 вершинах сходятся две пятиугольных и две треугольных грани; в 15 вершинах — пятиугольная, две квадратных и треугольная; в остальных 10 — три квадратных и треугольная.
Удлинённую пятискатную прямую куполоротонду можно получить из пятискатного купола (J5), пятискатной ротонды (J6) и правильной десятиугольной призмы, все рёбра у которой равны, — приложив десятиугольные грани купола и ротонды к основаниям призмы так, чтобы параллельные десятиугольным пятиугольные грани многогранников оказались повёрнуты одинаково.

## Метрические характеристики
Если удлинённая пятискатная прямая куполоротонда имеет ребро длины {\displaystyle a}, её площадь поверхности и объём выражаются как
{\displaystyle S={\frac {1}{4}}\left(60+15{\sqrt {3}}+7{\sqrt {25+10{\sqrt {5}}}}\right)a^{2}\approx 33{,}5385323a^{2},}
{\displaystyle V={\frac {5}{12}}\left(11+5{\sqrt {5}}+6{\sqrt {5+2{\sqrt {5}}}}\right)a^{3}\approx 16{,}9360171a^{3}.}